# カン・ギドゥン
カン・ギドゥン（朝: 강기둥、1987年3月25日 - ）は、韓国の俳優。HUNUSエンターテインメント所属。

## 出演

### 映画
- The Cat ザ・キャット（2011年） - 動物救護協会会員2 役
- 血の贖罪（2012年） - セウン 役
- ネバーダイバタフライ（2013年） - ジョンス 役
- コーヒーノワール ブラック・ブラウン（2017年） - ソンホ 役
- 大きくなる奴（2019年） - ジンシク 役

### ドラマ
- 雲が描いた月明り（2016年、KBS） - タルボン 役
- グッドワイフ〜彼女の決断〜（2016年、tvN）
- 明日、キミと（2017年、tvN） - カン・ギドゥン 役
- サム、マイウェイ〜恋の一発逆転!〜（2017年、KBS） - チャン・ギョング 役
- 丸刈りの恋愛（2017年、KBS）
- 刑務所のルールブック（2017年 - 2018年、tvN） - ソン・ギドゥン 役
- アバウトタイム〜止めたい時間〜（2018年、tvN） - パク・ウジン 役
- 親愛なる判事様（2018年、SBS） - 高校生 役
- ロマンスは別冊付録（2019年、tvN） - パク・フン 役
- 僕を溶かしてくれ（2019年、tvN） - 若い頃のマ・ドンシク 役
- レッカー（2019年、KBS） - チョ・ジョンサム 役
- ザ・キング:永遠の君主（2020年、SBS） - キム秘書 役
- サイコだけど大丈夫（2020年、tvN） - チョ・ジェス 役
- 魔女食堂にいらっしゃい（2021年、WEB） - ペ・ユンギ 役
- その年、私たちは（2021年-2022年、SBS） - ジンソプ 役
- 財閥家の末息子（2022年、JTBC） - チン・ヒョンジュン 役